# Tomoaki Kuno
Tomoaki Kuno (久野 智昭 Kuno Tomoaki?, nacido el 25 de septiembre de 1973 en Shizuoka, Shizuoka) es un exfutbolista japonés. Jugaba de centrocampista y su único club fue el Kawasaki Frontale de Japón.

## Trayectoria

### Clubes
| Club              | País  | Año         |
| ----------------- | ----- | ----------- |
| Kawasaki Frontale | Japón | 1996 - 2005 |

## Palmarés

### Títulos nacionales
| Título    | Club              | País  | Año  |
| --------- | ----------------- | ----- | ---- |
| J2 League | Kawasaki Frontale | Japón | 1999 |
| J2 League | Kawasaki Frontale | Japón | 2004 |